# Halsa

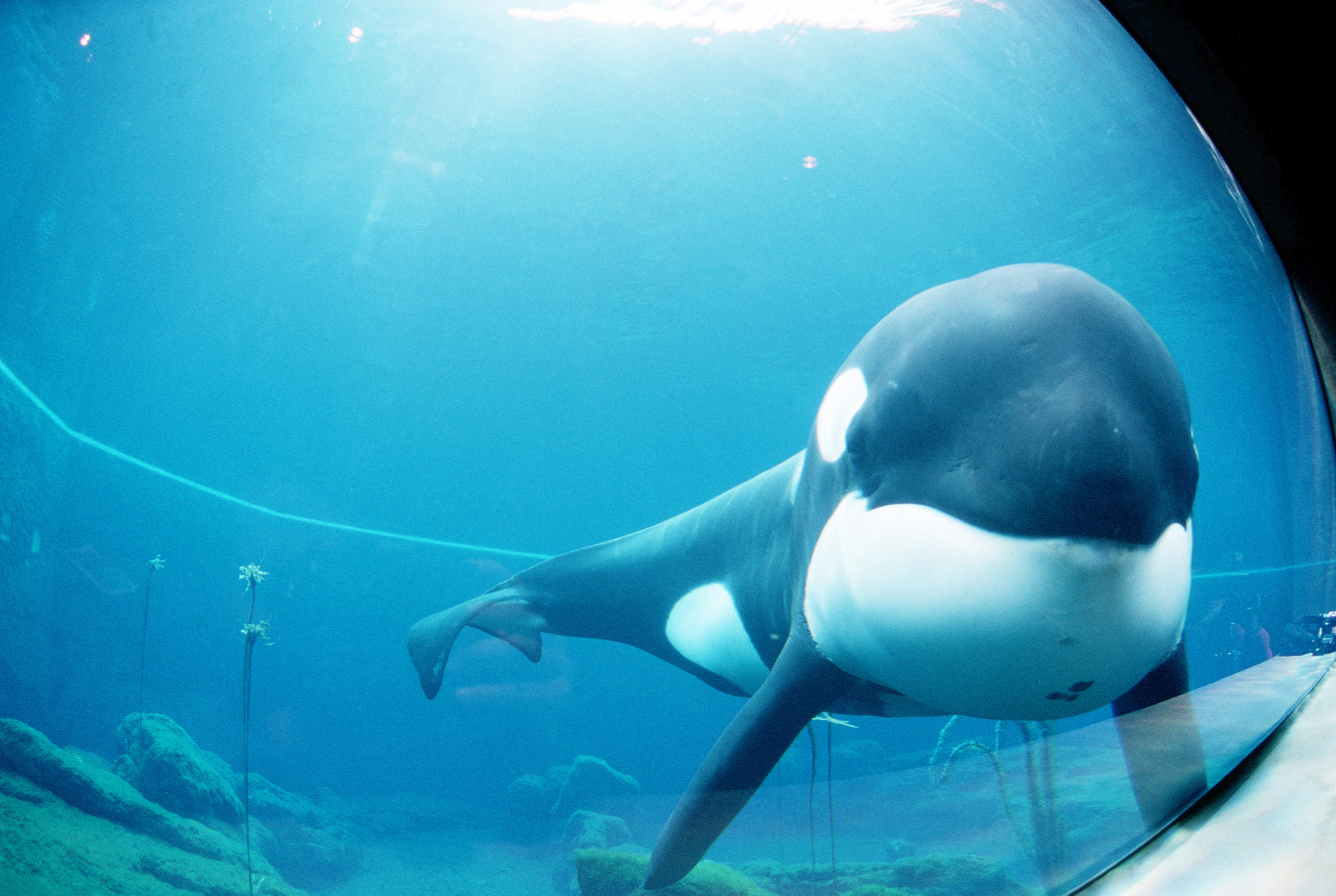
Keiko nog in gevangenschap in Newport

Halsa was tot 2020 een gemeente in de Noorse provincie Møre og Romsdal. De gemeente met 1599 inwoners (januari 2017), lag in het noorden van de fylke, in de streek Nordmøre. Het bestuur was gevestigd in Liabø. 
Halsa werd in 2020 opgeheven en gevoegd bij de nieuwe gemeente Heim, een fusie van Halsa met de gemeente Hemne en een deel van de gemeente Snillfjord, beide in de provincie Trøndelag. De nieuwe gemeente werd ingedeeld bij Trøndelag.
De gemeente is vernoemd naar de Halsafjord. Deze fjord werd bekend doordat orka Keiko (bekend van de film Free Willy) er de laatste jaren van zijn leven, na zijn bevrijding, rondzwom. Willy overleed in 2003 in de fjord.

## Plaatsen in de gemeente
- Engan
- Halsa
- Henna
- Kløvset
- Liabø
- Rodal
- Valsøybotnen
- Vågland
- Ytter-Vågland